# ZigZag (televisieprogramma)
ZigZag was een kinderprogramma op de publieke omroep KRO dat sinds 1997 werd uitgezonden. Vanaf het nieuwe seizoen in 2009 heeft Ajouad El Miloudi het programma gepresenteerd. Hij volgde hiermee Odette Simons op. Eerder werd het programma al gepresenteerd door Sybrand Niessen, Yvon Jaspers en Lottie Hellingman.
ZigZag liep van 1997 t/m 2009.
Ieder jaar kwam er een nieuw seizoen, uitgezonderd in 2008. 

## Opzet
Een rood en een blauw team, elk bestaande uit twee leerlingen uit dezelfde groep 8, strijden tegen elkaar door drie opdrachten uit te voeren waar ze een aantal munten voor krijgen. Deze opdrachten zijn gesitueerd rond één bepaalde plek, zoals een stad, bosgebied, oefenterrein voor brandweer of politie of op zee. Na iedere opdracht krijgt het team een envelop met omschrijving voor de volgende opdracht. Beide teams krijgen dezelfde drie opdrachten, maar elk team voert ze uit in een andere volgorde. Ieder team wordt hierbij gefilmd door een cameraploeg van dezelfde kleur. De presentator knoopt de fragmenten met de teams aan elkaar met wetenswaardigheden over de omgeving, of ze levert commentaar op de kandidaten, moedigt ze aan en steunt ze.
Tijdens de eerste seizoenen konden de teams per opdracht die ze haalde maar 1 munt verdienen.
Ook kregen ze tijdens de eerste seizoenen 3 minuten de tijd om uit 15 voorwerpen er 5 te kiezen. 5 van deze 15 voorwerpen konden de teams gebruiken tijdens de speurtocht. Puur als hulpmiddel bij de opdrachten. De teams kregen niet te horen welke voorwerpen van pas zouden komen. Ze moesten op hun gevoel af gaan. De 15 voorwerpen wisselden per aflevering. Alleen de vraagtekenenvelop zat er iedere aflevering bij. Dit was ook het enige voorwerp wat altijd van pas kwam.
Na de opdrachten volgt een eindspel waarin wordt uitgemaakt welk team de zogenoemde ZigZag-beker wint. Beide teams spelen dit eindspel tegelijkertijd. Het team met de meeste munten krijgt een kleine voorsprong in deze finale. Het team dat het spel als eerste weet uit te spelen, wint de beker.
Meestal wint het team dat de meeste munten had tijdens de speurtocht.
Het 1ste en het 10de seizoen telde 5 afleveringen.
Alle andere seizoenen hebben 13 afleveringen.
Seizoen 1.
- Aflevering 1 - Maastricht  Team Rood (4 munten)  Team Blauw (3 munten)  blauw won
- Aflevering 2 - Boerderij  Team Rood (6 munten)  Team Blauw (7 munten)  blauw won
- Aflevering 3 - Utrecht  Team Rood (7 munten)  Team Blauw (8 munten)  blauw won
- Aflevering 4 - Marine  Team Rood (4 munten)  Team Blauw (4 munten)  blauw won
- Aflevering 5 - Enkhuizen  Team Rood (3 munten)  Team Blauw (4 munten) rood won.

Seizoen 2
- Aflevering 1 - Den Bosch

Seizoen 11
- Aflevering 1 - Brood

## Uitzendingen
Het programma begon in 1997. Het laatste nieuwe seizoen was in 2009. Daarna zijn er geen nieuwe seizoenen meer opgenomen, maar enkel oude seizoenen herhaald. Ook deze herhalingen zijn inmiddels gestopt.

## Presentatoren
| Presentator       | Seizoen(en) | Jaar      |
| ----------------- | ----------- | --------- |
| Sybrand Niessen   | Seizoen 1-3 | 1997-2000 |
| Yvon Jaspers      | Seizoen 4-8 | 2000-2005 |
| Lottie Hellingman | Seizoen 9   | 2006      |
| Odette Simons     | Seizoen 10  | 2007      |
| Ajouad El Miloudi | Seizoen 11  | 2009      |